# Serranus fasciatus
Serranus fasciatus är en fiskart som först beskrevs av Jenyns, 1840.  Serranus fasciatus ingår i släktet Serranus och familjen havsabborrfiskar. Inga underarter finns listade i Catalogue of Life.